# لنینو (استان آمور)
لنینو (به لاتین: Lenino) یک منطقهٔ مسکونی در روسیه است که در استان آمور واقع شده‌است.